# 10-й танковий корпус (СРСР)
10-й та́нковий ко́рпус — оперативно-тактичне військове об'єднання в складі ЗС СРСР періоду Другої Світової війни.

## Історія
Корпус сформовано 15 травня 1942 року в місті Горький і включений до складу Західного фронту.
Влітку 1942 року корпус займав оборону на північний захід від Сухиничів. 11 серпня 1942 року німецьке командування завдало потужного удару по арміям лівого крила Західного фронту, намагаючись прорвати оборону радянських військ і вийти в район Юхнова. Для цього залучалось близько 15 дивізій, в тому числі 5 танкових, що сукупно мали до 500 танків. 10-му танковому корпусу наказувалось здійснити форсований марш з району Сухиничів, на ранок 12 серпня зосередитись на північному березі річки Жиздра і бути готовими для завдавання контрудару. В ході важких зустрічних боїв протягом 12-14 серпня 1942 року воїнам корпусу вдалось зірвати наступ німців, проте, оточений з флангів, ввечері 15 серпня змушений був відійти. В подальшому протягом серпневих боїв воїни корпусу знищили близько 5500 гітлерівців, 140 гармат і мінометів, підбили й спалили до 200 танків і штурмових установок. Але й корпус поніс важкі втрати.
1 вересня 1942 року згідно з Директивою Ставки ВГК № 156675 від 30.08.1942 корпус виведено в Резерв Ставки ВГК в район Можайська.
В січні 1943 року корпус включено до складу Південно-Західного фронту, де він брав участь в Міллерове-Ворошиловградській наступальній операції. Тут корпус знов поніс значні втрати і згідно з Директивою Ставки ВГК № 46069 від 11 березня 1943 року був виведений на доукомплектування в резерв Ставки ВГК в район Старого Оскола.
Протягом літа-осені 1943 року в складі військ Степового, Центрального, Воронезького та 1-го Українського фронтів брав участь в Бєлгородсько-Харківській, Чернігівсько-Полтавській та Київській наступальних операціях.
Після майже 10-ти місячного відпочинку, в серпні 1944 року корпус у складі військ 3-го, а потім 2-го Прибалтійських фронтів брав участь в боях за Прибалтику. В листопаді 1944 року знову виведений в резерв.
З січня 1945 року в складі військ 2-го Білоруського фронту корпус брав участь в боях у межиріччі Вісли і Одера. В березні 1945 року корпус виведений в резерв і в подальших бойових діях участі не брав.
В липні 1945 року 10-й танковий корпус переформовано в 10-у танкову дивізію.

## В складі діючої армії
- з 13 травня 1942 року по 3 вересня 1942 року;
- з 13 листопада 1942 року по 28 грудня 1942 року;
- з 14 січня 1943 року по 13 березня 1943 року;
- з 7 липня 1943 року по 30 листопада 1943 року;
- з 31 серпня 1944 року по 2 грудня 1944 року;
- з 16 грудня 1944 року по 19 грудня 1944 року;
- з 8 січня 1945 року по 27 березня 1945 року.

## Склад корпусу
- Управління корпусу;
- 183-я танкова бригада;
- 186-а танкова бригада;
- 178-а танкова бригада важких танків;
- 11-а мотострілецька бригада;
- Корпусні частини:
  - 415-й окремий батальйон зв'язку;
  - 538-й окремий саперний батальйон;
  - 78-а окрема рота хімічного захисту;
  - 10-а інженерно-мінна рота;
  - 10-а окрема автотранспортна рота підвозу ПММ (з 19.07.1942 року);
  - 98-а рухома авторемонтна база (з 21.05.1942 року);
  - 171-а рухома танкоремонтна база (з 03.12.1942 року);
  - 4-а авіаланка зв'язку (з 07.07.1943 року);
  - 36-й польовий автохлібозавод (з 07.07.1943 року);
  - 1936-а польова каса Держбанку (з 31.08.1944 року);
  - 1903-я воєнно-поштова станція (з 25.06.1942 року).

Крім того, в різний час до складу корпусу входили:
- 326-й гвардійський самохідно-артилерійський полк;
- 381-й гвардійський самохідно-артилерійський полк;
- 727-й самохідно-артилерійський полк;
- 1207-й самохідно-артилерійський полк;
- 1450-й самохідно-артилерійський полк;
- 705-й легкий артилерійський полк;
- 287-й мінометний полк;
- 727-й винищувальний протитанковий артилерійський полк;
- 1693-й зенітно-артилерійський полк;
- 77-й мотоциклетний батальйон;
- 30-й розвідувальний батальйон;
- 390-й винищувальний протитанковий артилерійський дивізіон;
- 128-й гвардійський мінометний дивізіон.

## Командування корпусу

### Командир
- полковник, з 03.05.1942 — генерал-майор т/в, з 07.06.1943 — генерал-лейтенант т/в Бурков Василь Герасимович (з 19.04.1942 по 16.07.1943);
- генерал-майор т/в Алексєєв Василь Михайлович (з 17.07.1943 по 20.01.1944);
- генерал-майор т/в, з 11.03.1944 — генерал-лейтенант т/в Панфілов Олексій Павлович (з 20.01.1944 по 25.04.1944);
- полковник, з 02.06.1944 — генерал-майор т/в Шапошников Матвій Кузьмич (з 26.04.1944 по 09.11.1944);
- генерал-майор т/в Сахно Михайло Гордійович (з 10.11.1944 по 09.05.1945).

### Начальник штабу корпусу
- полковник Меньшов Василь Володимирович (з квітня по липень 1942);
- полковник Воронченко Володимир Парфенович (з липня 1942 по червень 1943);
- полковник Лавриненко Матвій Ілларіонович (з червня 1943 по березень 1944);
- полковник Омелюстий Микола Михайлович (з березня 1944 по червень 1945).

## Нагороди і почесні звання
- Дніпровський — за відзнаку, виявлену при форсуванні Дніпра.
- Орден Суворова II ступеня (Указ Президії ВР СРСР від 24.01.1945 року)  — за відзнаку в боях при входженні в південні райони Східної Пруссії й оволодіння містами Найденбург, Млава, Мюльхаузен.